# Liste der größten Flughäfen in Afrika

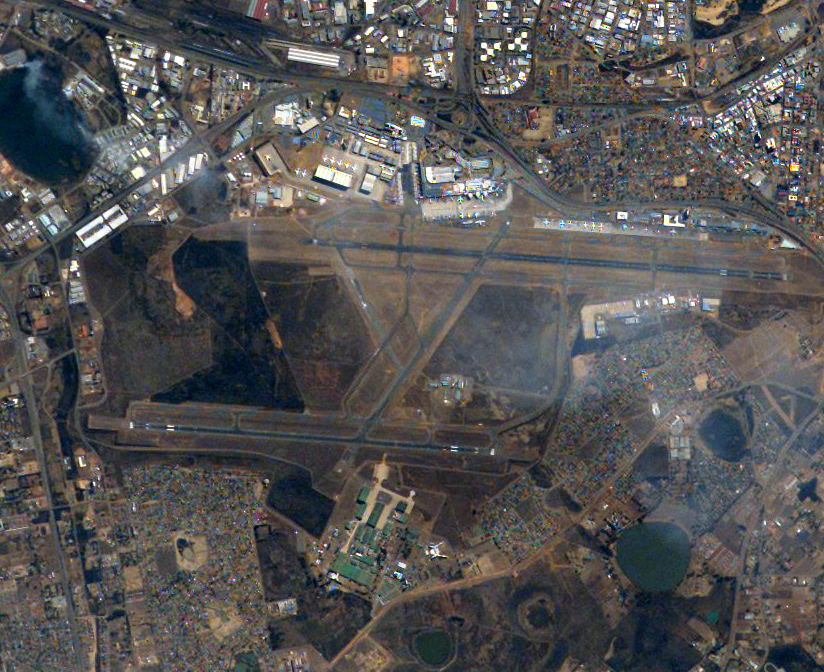
O.R. Tambo International Airport

Diese Liste der größten Flughäfen in Afrika führt alle Flughäfen in Afrika mit einem Passagieraufkommen von mehr als 2 Millionen pro Kalenderjahr auf. 
Zu den afrikanischen Flughäfen zählen alle Flughäfen, die geografisch in Afrika liegen. Solche die in Außengebieten nicht-afrikanischer Staaten liegen sind kursiv geschrieben.

## Passagieraufkommen
| Rang 2016 | Flughafen                                                    | Stadt               | Land      | Passagiere 2016 | Passagiere 2017 |
| --------- | ------------------------------------------------------------ | ------------------- | --------- | --------------- | --------------- |
| 1.        | O.R. Tambo International Airport                             | Johannesburg        | Südafrika | 20.803.950      |                 |
| 2.        | Cairo International Airport                                  | Kairo               | Ägypten   | 16.468.082      | 15.959.076 ▼    |
| 3.        | Aeropuerto de Gran Canaria                                   | Gran Canaria        | Spanien   | 12.093.645      | 13.092.475 ▲    |
| 4.        | Aeropuerto de Tenerife Sur Reina Sofía                       | Teneriffa           | Spanien   | 10.472.404      | 11.248.882 ▲    |
| 5.        | Cape Town International Airport                              | Kapstadt            | Südafrika | 10.090.418      |                 |
| 6.        | Bole International Airport                                   | Addis Abeba         | Äthiopien | 8.730.600       | 10.072.828 ▲    |
| 7.        | Aéroport international de Mohammed V - Nouasseur             | Casablanca          | Marokko   | 8.616.981       | 9.357.427 ▲     |
| 8.        | Aéroport Houari Boumedienne                                  | Algier              | Algerien  | 7.572.758       |                 |
| 9.        | Jomo Kenyatta International Airport                          | Nairobi             | Kenia     | 7.111.501       |                 |
| 10.       | Aeropuerto de Lanzarote                                      | Lanzarote           | Spanien   | 6.683.966       | 7.388.964 ▲     |
| 11.       | Murtala Mohammed International Airport                       | Lagos               | Nigeria   | 6.324.847       |                 |
| 12.       | Aeropuerto de Fuerteventura                                  | Fuerteventura       | Spanien   | 5.676.817       | 6.049.291 ▲     |
| 13.       | King Shaka International Airport                             | Durban              | Südafrika | 5.192.315       |                 |
| 14.       | Aéroport International de Tunis-Carthage                     | Tunis               | Tunesien  | 4.928.438       |                 |
| 15.       | Aeropuerto de Tenerife Norte                                 | Teneriffa           | Spanien   | 4.219.191       | 4.706.827 ▲     |
| 16.       | Nnamdi Azikiwe International Airport                         | Abuja               | Nigeria   | 4.191.251       |                 |
| 17.       | Aeroport Marrakech-Menara                                    | Marrakesch          | Marokko   | 3.895.647       | 4.359.865 ▲     |
| 18.       | Sir Seewoosagur Ramgoolam International Airport of Mauritius | Port Louis          | Mauritius | 3.197.308       |                 |
| 19.       | Khartoum International Airport                               | Khartum             | Sudan     | 3.142.751       |                 |
| 20.       | Hurghada International Airport                               | Hurghada            | Ägypten   | 2.906.907       | 4.730.232 ▲     |
| 21.       | Sharm el-Sheikh International Airport                        | Scharm asch-Schaich | Ägypten   |                 | 2.985.035       |
| 21.       | Burg al-ʿArab International Airport                          | Alexandria          | Ägypten   | 2.642.059       | 2.207.723 ▼     |
| 22.       | Julius Nyerere International Airport                         | Daressalaam         | Tansania  | 2.469.356       |                 |
| 23.       | Kotoka International Airport                                 | Accra               | Ghana     | 2.381.917       | 2.294.689 ▼     |
| 24.       | Aéroport de La Réunion Roland Garros                         | St. Denis           | Réunion   | 2.107.270       |                 |